# Bernard Schmitt
Pour les articles homonymes, voir Schmitt.
Bernard Schmitt est un réalisateur français de publicités, de vidéoclips et de cinéma.

## Biographie
Bernard Schmitt est né le 7 novembre 1950 à Lyon.

### Carrière
Bernard Schmitt a, notamment, réalisé la quasi-totalité des clips de son ami d'enfance Jean-Jacques Goldman ainsi qu'une bonne vingtaine pour Johnny Hallyday dont Quelque chose de Tennessee, Le Paradis Blanc pour Michel Berger, Ella, elle l'a pour France Gall, ou encore Jour de Neige pour Elsa. Il a également mis en scène plusieurs spectacles de Johnny Hallyday, le premier à Bercy en 1990, le Tour 66 de 2009 et celui de 2012.
Il remporte la victoire de la musique pour le clip de Là-bas de Jean-Jacques Goldman en 1988.
Au cinéma, il réalise en 1990, le film Pacific Palisades avec Sophie Marceau dans le rôle principal,.
En décembre 2001, il réalise pour France 3 l'enregistrement de l'adaptation circassienne de La Flûte enchantée au Cirque Arlette Gruss ; la mise en scène de ce spectacle avait initialement été conçue par Claude Santelli qui mourut accidentellement pendant une des répétitions.

## Livres
- Roger Abriol, Jacques Rouveyrollis & Bernard Schmitt. Johnny Hallyday – Private Access : À ses côtés en coulisses (éd. Seghers, groupe Robert-Laffont, 2022),  (ISBN 9782232145995)[7].